# Isla Encalladora

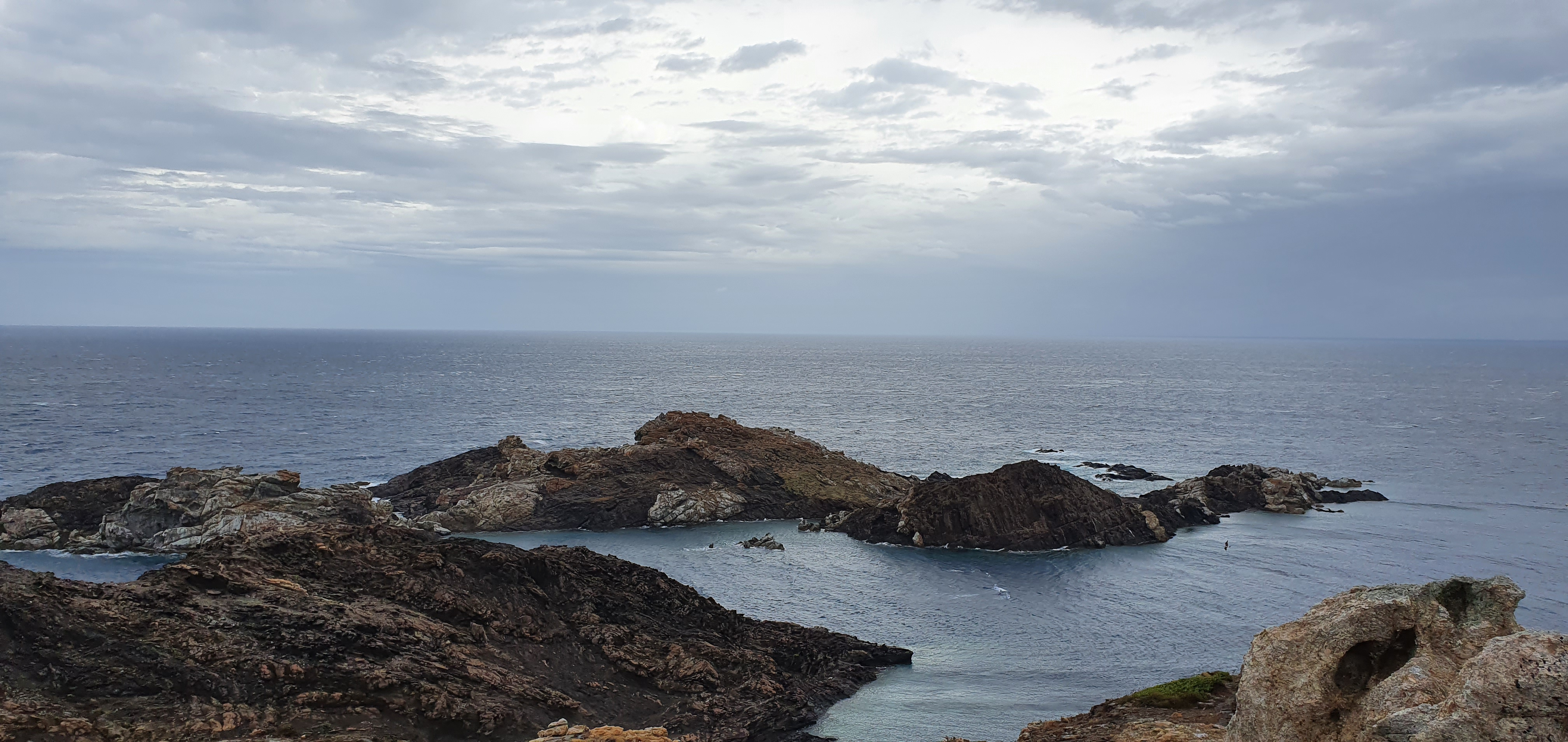
Isla encalladora.

La isla Encalladora (Illa Encalladora) es una isla de la provincia de Gerona (España).
Se extiende alargada frente al cabo de Creus (Cadaqués), separada de este promontorio por un estrecho y profundo canal de 115 metros de anchura. La isla tiene una superficie de 5,5 hectáreas y es enteramente rocosa. Está integrada dentro del parque natural marítimo-terrestre del Cabo de Creus, formando esta isla una reserva natural integral, por lo que toda actividad en ella está prohibida si no es con fines científicos y previa autorización. Posee muchas pequeñas ensenadas y cuevas de las que en tiempos el artista Salvador Dalí era asiduo visitante.
- Datos: Q5493677
- Multimedia: S'Encalladora / Q5493677